# Ипи
«Ипи» — другий студійний альбом українського рок-гурту «Bahroma», випущений 18 травня 2015 року. Прем'єрне виконання пісень з альбому відбулося 21 травня у клубі Atlas. Це перший міні-альбом гурту, і перший, записаний на студії Enjoy! Records

## Про альбом
Робота над альбомом тривала 9 місяців. Саундпродюсером платівки виступив клавішник гурту Океан Ельзи Милош Єлич. Останньою була записана пісня «Карта мира», а найдовше тривала робота над піснею «На глубине». За словами лідера гурту Романа Бахарєва, це пісня «про трьох китів, на яких тримається світ: віру, надію та любов». До складу альбому увійшли п'ять пісень, серед яких «Пока-пора», яку фанати гурту знали до цього, а також «На глубине», яка стала частиною саундтреку телесеріалу «Київ вдень та вночі».
На сайті Ink композицію «На глубине» було визнано однією з найкращих пісень року в Україні, а у виданні Comma «Ипи» поставили на четверте місце в списку найкращих українських мініальбомів року.

## Кліпи
- 2014 — «Пока-пора»
- 2015 — «На глубине»

## Список композицій
| #     | Назва        | Тривалість |
| ----- | ------------ | ---------- |
| 1.    | «На глубине» | 4:56       |
| 2.    | «Мета»       | 3:28       |
| 3.    | «Карта мира» | 4:03       |
| 4.    | «Магнит»     | 3:53       |
| 5.    | «Пока-пора»  | 5:57       |
| 22:17 |              |            |